# Mount Barker (berg i South Australia)
Mount Barker är ett berg i Australien. Det ligger i regionen Mount Barker och delstaten South Australia, omkring 33 kilometer sydost om delstatshuvudstaden Adelaide. Toppen på Mount Barker är 517 meter över havet, eller 123 meter över den omgivande terrängen. Bredden vid basen är 4,8 km.
Närmaste större samhälle är Nairne, nära Mount Barker. 
Trakten runt Mount Barker består till största delen av jordbruksmark. Runt Mount Barker är det glesbefolkat, med 14 invånare per kvadratkilometer. Genomsnittlig årsnederbörd är 729 millimeter. Den regnigaste månaden är juni, med i genomsnitt 133 mm nederbörd, och den torraste är december, med 21 mm nederbörd.